# تشانغ يو (ممثلة)
تشانغ يو (بالصينية: 張昱) هي ممثلة صينية، ولدت في 12 مايو 1988.